# اشغال بلندی‌های جولان توسط اسرائیل

مرزهای تاریخی و مرزهای بلندی‌های جولان

بلندی‌های جولان یک فلات صخره‌ای در منطقهٔ شام در غرب آسیا است که در جنگ شش‌روزهٔ ۱۹۶۷ توسط اسرائیل از سوریه تصرف شد. جامعه جهانی، به استثنای اسرائیل و ایالات متحده آمریکا، بلندی‌های جولان را قلمرو سوریه می‌داند که توسط اسرائیل تحت اشغال نظامی است. پس از جنگ، سوریه هرگونه مذاکره با اسرائیل را به عنوان بخشی از قطعنامه خارطوم رد کرد.
جولان تحت مدیریت نظامی بود تا اینکه کنست در سال ۱۹۸۱ قانون بلندی‌های جولان را تصویب کرد که قوانین اسرائیل را بر این سرزمین اعمال می‌کرد. حرکتی که به عنوان الحاق توصیف شده است. در پاسخ، شورای امنیت سازمان ملل متحد به اتفاق آراء قطعنامه ۴۹۷ شورای امنیت سازمان ملل را تصویب کرد که در آن اقدامات اسرائیل برای تغییر وضعیت سرزمینی که آنها را باطل و بدون اثر حقوقی بین‌المللی اعلام می‌کند، محکوم می‌کند و جولان را به عنوان یک سرزمین اشغالی می‌داند. در سال ۲۰۱۹، ایالات متحده تنها دولتی بود که بلندی‌های جولان را به‌عنوان سرزمین مستقل اسرائیل به رسمیت شناخت، در حالی که بقیهٔ جامعه جهانی همچنان سرزمین‌هایی را که در اشغال نظامی اسرائیل است، بخشی از خاک سوریه می‌دانند. مقامات اسرائیلی با آمریکا برای به رسمیت شناخته شدن «حاکمیت اسرائیل» بر این سرزمین لابی کرده بودند.
تا سال ۲۰۱۹، جمعیت شهرک‌های اسرائیلی در بلندی‌های جولان بیش از ۲۵۰۰۰ نفر بود.